# Koós Ferenc Kör
A Koós Ferenc Kör (1857–1944; 1990 óta) a bukaresti református egyházközség kezdeményezésére a 19. században alakult magyar egyesület. Székhelye Bukarestben található.

## Története (1857–1944)
Alapítójáról, Koós Ferenc lelkészről nevezték el, aki 1855 és 1869 között a már 1815-ben megalapított bukaresti magyar népiskola tanítója is volt. Hunnia néven hívta létre a művelődési egyesületet 1857-ben, s 1860-ban fél évig kiadta az első bukaresti magyar lapot, a Bukaresti Magyar Közlönyt. Emlékére vette fel az egyesület a Koós Ferenc nevet. Új szerephez az I. világháború után jutott, amikor a román fővárosban élő magyar értelmiség főként főiskolásokkal gyarapodott, akikben a nagyváros az összefogás szükségességét tudatosította.
Szemlér Ferenc visszaemlékezései szerint Nagy Sándor és Kányádi Béla bukaresti református lelkészek kezdeményezésére 1925 őszén alakult meg a Diákosztály és 1944-ig állott fenn, vállalva a diák önsegélyezés és anyanyelvi önnevelés feladatait. Noha a református egyház égisze alatt működött, a két lelkész maga kötötte ki, hogy belőle mellőzni kell minden felekezeti színezetet. A Diákosztály első elnöke a csíki Nagy András György orvostanhallgató volt, s a szervezetben megtalálták helyüket a reformátusok mellett a katolikus, az evangélikus, az unitárius és az izraelita vallásúak is. Az osztály további elnökei: Bokor Péter jogász, Koppándi János jogász, Szűcs Ferenc természetrajz szakos egyetemi hallgató, Rákosi István jogász, Fazakas János és Bajkó Barabás orvostanhallgatók voltak.
Andrásy Zoltán festőművész visszatekintve így jellemzi a Diákosztályt: „A tagok öntevékenységét elősegítő, rugalmas programja azt a szellemiséget testesítette meg, ami a kisebbségi élet reálisabb szemléletének az alapját jelentette mindnyájunk számára.” A Diákosztály keretében önképzőkör működött, pályázatokat írtak ki a magyar irodalomtörténet köréből; az 1929-es pályázatot Andrásy Zoltán Csokonairól szóló dolgozata nyerte.
Szemlér Ferenc így emlékezik: „A névadó és irodalmi szándékai öntudatlanul is befolyásoltak bennünket. Hiszen a csütörtök esti heti üléseknek mindig csupán az első felét töltötték ki az anyagi, adminisztratív és egyéb súlyos ügyek, a másik felerészben jöttünk mi, a költők, többen is, jött Nagy Boriska mint drámaíró, majd fellángoltak a viták Adyról, Eminescuról, Karinthyról, Gusti professzorról, s ha jól emlékszem, az utópista szocialistákról.”
A Diákosztály tevékeny tagja volt kezdő íróként Nagy Borbála s a fiatalon meghalt Tóthpál Dániel, a hétfalusi csángók költője is. A jövendő képzőművészek közül Abodi Nagy Béla, Andrásy Zoltán, Bene József, Brósz Irma és Tollas Júlia tűnt fel a Diákosztályban, valamint a tragikus körülmények között elhunyt, egész fiatalon Simu-díjas Jakab András hétfalusi csángó szobrászművész, az orgonaművész Benedek Kálmán, a műépítész Katona József, a későbbi orvosprofesszorok, orvosi szakírók közül Bajkó Barabás, Fazakas János, Serester Zoltán és Szabó István.
A Diákosztály a szegény sorsú magyar főiskolások számára otthont létesített, előbb a Leonida utcában, majd a Sfinții Voievozin. 1930-ban 126 magyar főiskolás tartozott a Diákosztályhoz, közülük 58 fő az otthonban lakott.
Noha az önképzőköri ülések is nyíltak voltak, a Diákosztály tagjai az évente megrendezett diákbálokkal, műkedvelő előadásokkal kapcsolódtak be igazán a bukaresti magyarság társas életébe. 1933-tól elnöke Szemlér Ferenc volt; ekkor egy irodalmi és egy kisebbségjogi szemináriumot létesítettek, s valamennyi tagot szemináriumi munkára ösztönöztek. A magyar irodalom, történelem, a kisebbségi élet jogi vetületei kérdéseiről meghívott szakértők tartottak előadásokat.
Az 1930-as évek végén, az 1940-es évek elején a Koós Ferenc Kör fokozatosan elsorvadt. Az 1960-as években előbb a bukaresti magyar főiskolások Irodalmi Köre, majd a Petőfi Sándor Művelődési Ház Juventus Klubja idézte fel újra a Diákosztály hagyományait, de maga a Diákosztály csak 1990-ben éledhetett újjá.

## A Koós Ferenc Kör 1990 óta
A bukaresti református egyház kebelében 1990 őszén, Zágoni Albu Zoltán lelkész kezdeményezésére alakult művelődési és vitakör. Célja számba venni, feltárni és megvitatni a bukaresti magyarság sorsproblémáit, az egykori és mai művelődési életet, a román fővárosban élt magyar értelmiségiek munkásságát, a magyar és román kultúra kölcsönös megismertetésében vállalt szerepét, az egyház és iskola anyanyelvápoló és megőrző tevékenységét a demokratikus társadalom kialakulásának feltételei között. Ökumenikus szellemben működik, tagjai főképpen értelmiségiek.
A kör létrejöttét követően vitaindító előadások hangzottak el arról, mit várhat az egyház az értelmiségiektől és mit vár az egyháztól az értelmiség a mai új körülmények között. Előadást tartott többek között Demény Lajos történész, V. András János szerkesztő, dr. Kövér György főorvos, Tövissi Lajos közgazdász, Bács Lajos karmester, Molnár Szabolcs irodalomtörténész, Labancz László festőművész és Gyarmath János újságíró is.
A kör programjában szerepel a névadó Koós Ferenc lelkészi, iskolaszervező és közművelődési tevékenységének, Veress Sándor mérnök, Fiala Lajos orvos, Szatmári Papp Károly festőművész, Árvay Árpád közíró, Takács Pál tanár és mások alkotó munkásságának felidézése.